# 榜眼
榜眼（ぼうがん、ぼうげん、満洲語：ᡩᠠᡥᠠᠯᡳ
ᠰᠣᠨᠵᠣᠰᡳ、dahali sonjosi）は中国の科挙制度で殿試で、第2位の成績で進士に及第した者の名称。首席及第者の状元、第3位及第者の探花と併せて「三鼎甲」「三魁」などと呼ぶ。
当初首席及第者を状元、次席及第者・三位及第者を「状元の両眼のごとく左右に分立する」という意味で両者共に榜眼と称し、北宋代末期に至って、次席及第者だけを榜眼とし、第3位及第者は探花と呼ばれるようになった。榜眼の名称は状元、探花と同様、正式名称ではなく慣習として呼ばれていた名称である。科挙合格者名を正式発表する立て札の金傍には「一甲第二名」と記載されている。